# Тројица у мраку
Тројица у мраку (наслов албума одабран је по стрипу Андрије Мауровића) пети је студијски албум загребачке рок групе Аеродром који је изашао 1984. године. У групу се на бубњеве наново вратио Златан Живковић, који је уједно изводио и вокале. Албум се састоји од једанаест песама и њихов продуцент је Јурица Пађен. Гости на снимању били су Лазар Ристовски (клавијатуре), Мирослав Седак Бенчић (саксофон), Анте Дропуљић (труба) и Херберт Стенцел (тромбон). Група је недуго након објављивања престала са радом и састала се поново тек 2000их.

## Списак песама
- Ватра је на небу
- Метар вина
- Загреб, Љубљана, Београд
- Разби све сатове
- Погрешан дан
- Љубав није књига
- Шутња
- Фина породица
- Поздрав са бардо равни[1]

## Извођачи
- Јурица Пађен - електрична гитара, вокал
- Ремо Картагине - бас гитара
- Златан Живковић - бубњеви, вокали

## Гости на албуму
- Лазар Ристовски - клавијатуре
- Сенад Галијашевић - гонг
- Мирослав Сенак-Бенчић - саксофон
- Анте Дропуљић - труба
- Херберт Стенцел - тромбон

## Продукција
- Дражен Каленић - фотографија и дизајн
- Јурица Пађен - продуцент
- Синиша Шкарица - извршни продуцент